# 名鉄クレハ観光バス
名鉄クレハ観光バス株式会社（めいてつクレハかんこうバス）は、富山県富山市婦中地区にかつて存在した、名古屋鉄道系列のバス会社である。
かつては乗合バスも運行していたが、会社解散時点では貸切バス専業であった。

## 沿革
- 1950年3月27日 - 下ノ茗乗合自動車有限会社として発足。[2]
- 1950年4月16日 - 越中八尾駅 - 下ノ茗線、越中八尾駅 - 三ツ松線運行開始。[2]
- 1957年5月 - 越中八尾駅 - 大長谷線を上百瀬まで延長。[3]
- 1958年11月15日 - 越中八尾駅 - 山田村役場間運行開始。[2]
- 1962年10月29日 - クレハ観光バス株式会社に社名、組織変更。[2]
- 1964年7月30日 - 名古屋鉄道グループに入る。[4]
- 1973年3月31日 - 越中八尾駅 - 上百瀬線廃止。代替として利賀村営バス運行開始。[3]
- 1990年6月1日 - 名鉄クレハ観光バス株式会社に社名変更。[4]
- 2008年4月30日 - 収益の減少により、会社解散。[1]

## 乗合バス
- 1966年7月当時運行していた、バス路線は以下の通り。[5]

町内線　越中八尾駅 - 西新町2.6km
下ノ茗線　越中八尾駅 - 下ノ茗7.3km　
大玉生線　越中八尾駅 - 大玉生13.3km
大長谷線　越中八尾駅 - 庵谷27.0km
山田線（宿坊回り）　　越中八尾駅 - 宿坊 - 山田10.7km
上百瀬線　越中八尾駅 - 上百瀬30.3km